# Жигайловская волость (Ахтырский уезд)
Жигайловская во́лость — историческая административно-территориальная единица Ахтырского уезда Харьковской губернии с волостным правлением в слободе Жигайловке.
По состоянию на 1885 год состояла из 13 поселений, 10 сельских общин. Население — 5498 человек (2679 человек мужского пола и 2819 — женского), 1111 дворовых хозяйств.
|                       | Площадь | В том числе пахотной |
| --------------------- | ------- | -------------------- |
| Сельских общин        | 10029   | 8284                 |
| Частной собственности | 5491    | 3429                 |
| Другой собственности  | 114     | 102                  |
| В целом               | 15634   | 11815                |

### Основные поселения волости[1]
- Жигайловка — бывшая государственная слобода при реке Боромле в 46 верстах от уездного города Ахтырки. В слободе волостное правление, 606 дворов, 2700 жителей, православная церковь, школа, почтовая станция, лавка, базар (по воскресеньям).
- Бранцовка — бывшее государственное село при реке Дерновой. В селе 192 двора, 863 жителя, православная церковь, школа.
- Ясенок — бывшее владельческое село при реке Боромле. В селе 102 двора, 461 житель, православная церковь.

### Храмы волости[2]
- Покровская церковь в слободе Жигайловке (построена в 1836 году[3])
- Борисоглебская церковь в селе Ясенок (построена в 1841 году[3])
- Пятницкая церковь в селе Бранцовке (построена в 1814 году[3])